# Les Contrebandiers de Moonfleet
Pour plus de détails, voir Fiche technique et Distribution.
Les Contrebandiers de Moonfleet (Moonfleet) est un film américain réalisé par Fritz Lang, sorti en 1955. Il s'agit de l'adaptation du roman Moonfleet de John Meade Falkner paru en 1898.
Le film se déroule dans l'Angleterre du XVIIIe siècle. John Mohune est un jeune orphelin envoyé au village de Moonfleet dans le Comté de Dorset, chez l'ancien amant de sa mère, Jeremy Fox. Ce dernier est un personnage moralement ambigu à la fois un élégant gentleman et cambrioleur intimement lié aux contrebandiers de la région. Ensemble, ils vont partir à la recherche d'un fabuleux diamant caché depuis longtemps.

## Synopsis
En 1757, un petit garçon, John Mohune, arrive dans le petit village de Moonfleet, repaire de contrebandiers, à la recherche d'un certain Jeremy Fox, qu'il sait avoir été un ami de sa mère défunte, Olivia Mohune, et vers qui celle-ci l'a envoyé. Jeremy Fox se trouve alors être un aristocrate véreux, sans scrupules, chef des contrebandiers et nouveau propriétaire du domaine des parents de John, les Mohune. Il tente tout d'abord de se débarrasser du petit John mais s'intéresse finalement à lui alors que celui-ci peut l'aider à retrouver le diamant disparu de son aïeul, dit « Barberousse ». Une fois le diamant en sa possession, Jeremy Fox abandonne John mais se ravise à la dernière minute.

## Fiche technique
- Titre original : Moonfleet
- Titre français : Les Contrebandiers de Moonfleet
- Réalisation : Fritz Lang
- Scénario : Jan Lustig et Margaret Fitts, d'après le roman homonyme de John Meade Falkner
- Musique : Miklós Rózsa
- Décors : Cedric Gibbons, Hans Peters
- Costumes : Walter Plunkett
- Photographie : Robert Planck
- Montage : Albert Akst
- Production : John Houseman et Jud Kinberg
- Société de production : Metro Goldwyn Mayer
- Pays d'origine :  États-Unis
- Format : couleurs - 35 mm - 2,35:1 (Cinémascope)[1] - son mono
- Durée : 84 minutes
- Dates de sortie :
  - États-Unis : 24 juin 1955
  - France : 16 mars 1960
- Affiche : Roger Soubie (France)

## Distribution
- Stewart Granger (V. F. : Gabriel Cattand) : Jeremy Fox
- George Sanders (V. F. : Jean Marchat) : lord Ashwood
- Joan Greenwood (V. F. : Nicole Vervil) : lady Ashwood
- Viveca Lindfors (V. F. : Paula Dehelly) : Mme Minton
- Jack Elam (V. F. : Georges Aminel) : Damen
- Melville Cooper (V. F. : Richard Francœur) : Felix Ratsey
- Sean McClory (V. F. : Raymond Loyer) : Elzevir Block
- Alan Napier (V. F. : Jean-Henri Chambois) : Parson Glennie
- John Hoyt (V. F. : Jacques Beauchey) : le magistrat Maskew
- Lester Matthews (V. F. : René Bériard) : le major Hennishaw
- Jon Whiteley : John Mohune
- Liliane Montevecchi : la danseuse
- Richard Hale : Starkill
- Skelton Knaggs : Jacob
- John Alderson : Greening

Acteurs non crédités :
- Oliver Blake : M. Crispin, invité de Jeremy
- Jean Del Val : le capitaine français
- Lillian Kemble-Cooper : Mary Hicks
- Patrick O'Moore : un officier

## Production
Premier film de Fritz Lang pour une major company depuis longtemps, ainsi que son premier en Cinémascope et l'un de ses plus importants budgets hollywoodiens, il est néanmoins renié par le réalisateur car remonté contre sa volonté. Lang quitte le studio dès le dernier jour de tournage, déclarant qu'il n'avait fait que mettre en scène un scénario déjà entièrement écrit.

## Accueil

### Sortie
Le public français doit attendre cinq ans pour voir le film, qui obtint alors le Prix de la Jeune Critique.

### Critiques postérieures à la sortie
C'« est un des films les plus personnels en même temps que les plus beaux de son auteur », selon Jean-Loup Bourget. Il est classé 32e meilleur film dans la liste des 100 films pour une cinémathèque idéale,  par les Cahiers du cinéma (les Cahiers du cinéma, 2008, sous la direction de Claude-Jean Philippe, Paris).

## Différences avec le roman
Dans le roman, le personnage principal est John Trenchard. Il apprend l'existence d'un diamant que cherche le défunt colonel Mohune, dit Barbe-Noire, dans son sommeil éternel.

## DVD
Le film sort le 24 septembre 2003 en DVD chez Warner Home Vidéo France au format 2.35:1 panoramique 16/9 en français et anglais 2.0 mono avec sous-titres français, anglais, néerlandais, suédois et grecs. En supplément deux documentaires : Les Messages de Fritz Lang (30 minutes) et L'Épreuve du souterrain (20 min).